# Universidade Estatal de Kursk

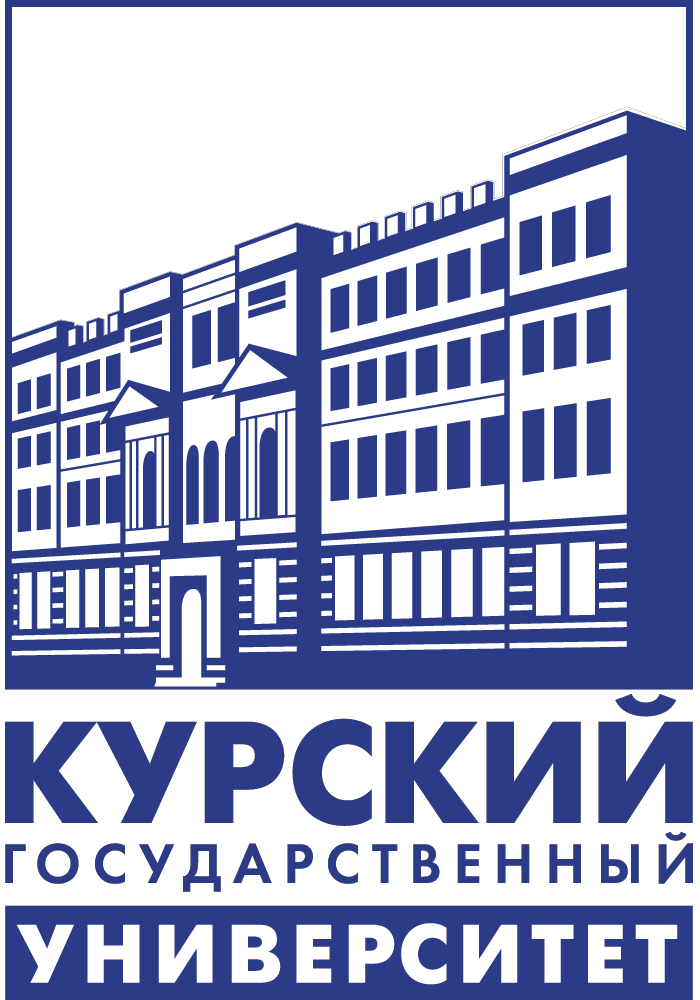
Emblema da universidade

A Universidade Estatal de Kursk (em russo:  Курский государственный университет, transl. Kurski gosudarstvenny universitet) é uma universidade em Kursk, sendo a mais antiga universidade do oblast de Kursk, fundada oficialmente em 1934 por decisão da República Socialista Soviética da Rússia, a partir de estruturas existentes desde o século XVIII. Tem 26 especialidades de graduação e 24 de pós-graduação. É desde 2003 considerada uma "universidade clássica", pela amplitude de suas possibilidades pedagógicas.